# Serra de Sant Quilis
Serra de Sant Quilis är en bergskedja i Spanien.   Den ligger i provinsen Provincia de Huesca och regionen Aragonien, i den nordöstra delen av landet, 400 km öster om huvudstaden Madrid.